# Route nationale 103 (Slovénie)
Pour les articles homonymes, voir G103 et Route nationale 103.
La route nationale 103 (slovène : Glavna cesta 103), abrégée en G103 ou G2-103, est une route nationale slovène allant de Tolmin à Šempeter pri Gorici. Sa longueur est de 41 km.

## Tracé
- Tolmin
- Volče (en)
- Čiginj (en)
- Sela pri Volčah (en)
- Doblar (en)
- Ročinj (en)
- Ajba (en)
- Gorenja Vas (en)
- Kanal
- Morsko (en)
- Deskle (en)
- Solkan
- Nova Gorica
- Rožna Dolina (en)
- Šempeter pri Gorici